# موئنا
موئنا (به ایتالیایی: Moena) یک کومونه در ایتالیا است که در ترنتینو واقع شده‌است.

## خصوصیات
موئنا ۸۲٫۶ کیلومترمربع مساحت و ۲٬۶۲۸ نفر جمعیت دارد و ۱٬۱۴۸ متر بالاتر از سطح دریا واقع شده‌است.